# Power House
Power House var en jazz- och bluesklubb i Örebro, som fanns mellan åren 1968–84. Initiativtagare var trumslagaren Sjunne Ferger, journalisten Mats Örbrink och trombonisten Olle Askerlund. En viktig roll i klubben hade också Sjunne Fergers mor Åse Norlin, som bland mycket annat skötte bokningar.
Power House huserade under åren på fyra olika adresser i Örebro, först 1968 på Engelbrektsgatan 28, från 1970 på Köpmangatan 4, från 1972 på Manillagatan 3, där man delade lokal med allaktivitetshuset "Huset", samt från hösten 1976 på Storgatan 3.
Något av husband på Power House var duon Takt & Ton med Sjunne Ferger och Lars Jansson, liksom Blues Quality med Peps Persson och Magnus Tingberg.
På klubben spelade under åren en rad kända artister som till exempel Monica Zetterlund, Gunnar Lindgren & Opposite Corner, Bernt Rosengren, Lars Färnlöf, Arbete & Fritid, Art Ensemble of Chicago, Fläsket brinner, Mecki Mark Men, Nature, Bäska droppar, Slim´s Blues Gang, Lasse Sjösten, Lasse Werner, Mount Everest, Kebnekajse, Herbie Hancock, Pugh Rogefeldt, Bobo Stenson, Bjarne Nerem, Eje Thelin, Älgarnas trädgård, Jan Wallgren, Ben Webster, Mikael Ramel, Sevda, Egba, Rena Rama, Samla Mammas Manna, Björn Alke, Soffgruppen, Iskra, Elvin Jones, Eric Bibb, Barney Kessel, Sergej Muchin, Arild Andersen, Amadu Jarr, Charles Tyler, Gugge Hedrenius, Jack De Johnette, Jan Garbarek, Joe Henderson, Wasa Express, Oriental Wind, Mwendo Dawa, Per-Henrik Wallin, Bobby Hutcherson, Jukka Tolonen, Harald Svensson, George Duke, Jojje Wadenius, Terje Rypdal, Spjärnsvallet, Mike Westbrook och många fler.
Power House ordnade även friluftskonserter på somrarna i till exempel Stadsparken och Sommarro. 1978 var Power House värd för jazzriksdagen.